# Terceiro Comando
Terceiro Comando (en portugais le troisième commando) est une organisation criminelle brésilienne engagée dans le trafic de drogue à Rio de Janeiro.  Elle a été fondée au début des années 1980 et est une faction dissidente du Comando Vermelho.
Le Terceiro Comando a combattu lors de plusieurs conflits à petite échelle (en 2001 et 2004) avec le gang rival Comando Vermelho. 
L'organisation n'a pas de chef unique et est plutôt un réseau horizontal basé sur la réciprocité qui aide les membres de gangs dans différentes favelas, alors qu'ils tentent d'acquérir de la drogue et des armes à feu.